# Lucy Lyttelton Cameron
Lucy Lyttelton Cameron (Herefordshire, 29 de abril de 1781 — Swaby, 6 de setembro de 1858) foi uma escritora e editora britânica.